# Étienne (nombre)
Etienne es un nombre masculino francés, de reciente derivación del nombre Esteban.

## Origen
Étienne es una forma francesa de Stéphane, surgido del sustantivo griego Stephanos (Στέφανος) que significa corona. La deformación de Stephane a Etienne es tardía (siglos XIV o XV), y fue precedida por otros cambios, incluyendo Estefan, Estèphe, y Estève. En lengua francesa, el uso ha preferentemente impuesto la traducción Étienne en la mayoría de las versiones extranjeras (recientes o incluso antiguas y posteriores a los siglos XIV o XV).
- Datos: Q15727982
- Multimedia: Étienne (given name) / Q15727982